# Belichtingscompensatie

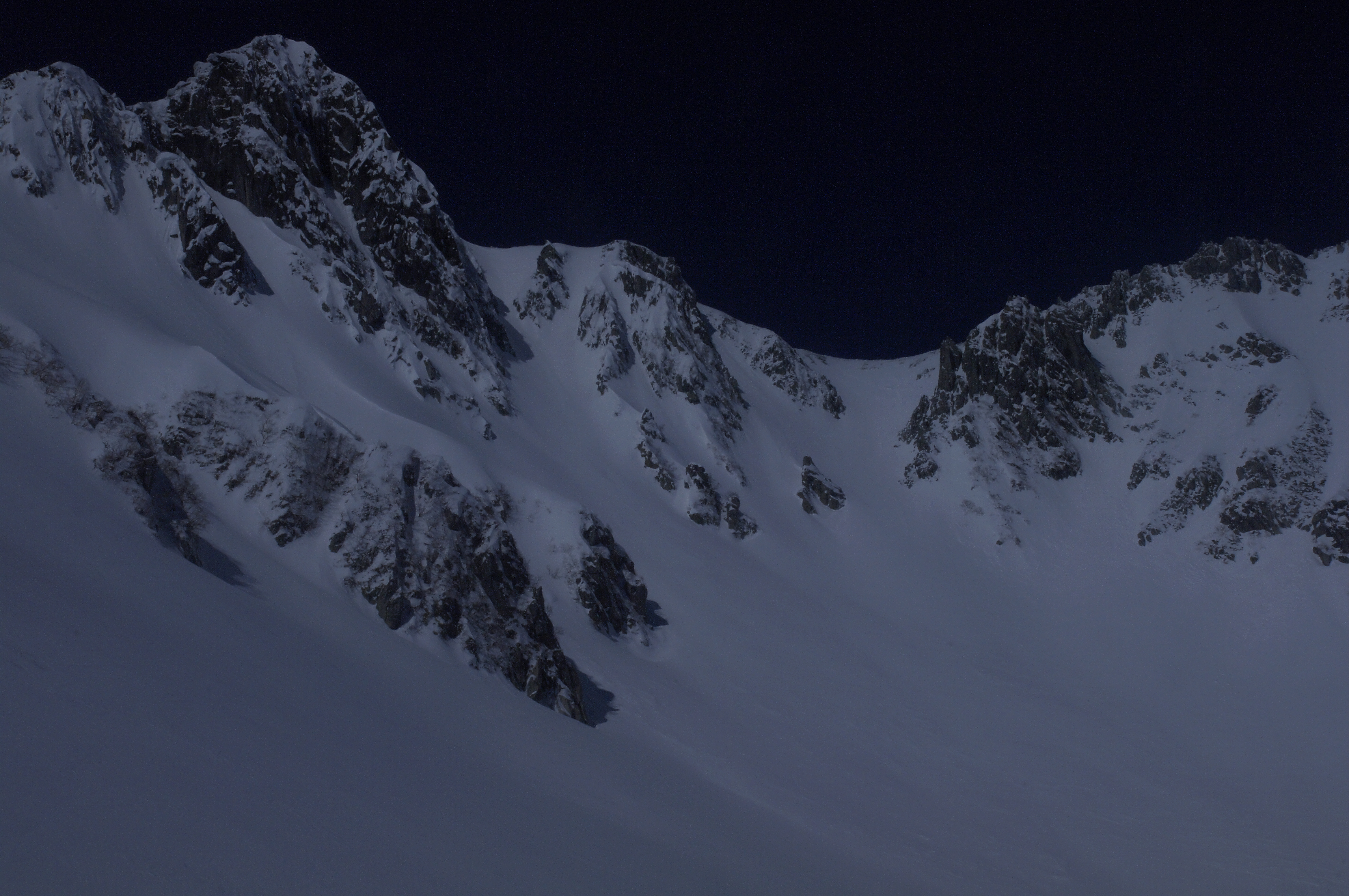
Besneeuwde bergen zonder belichtingscompensatie

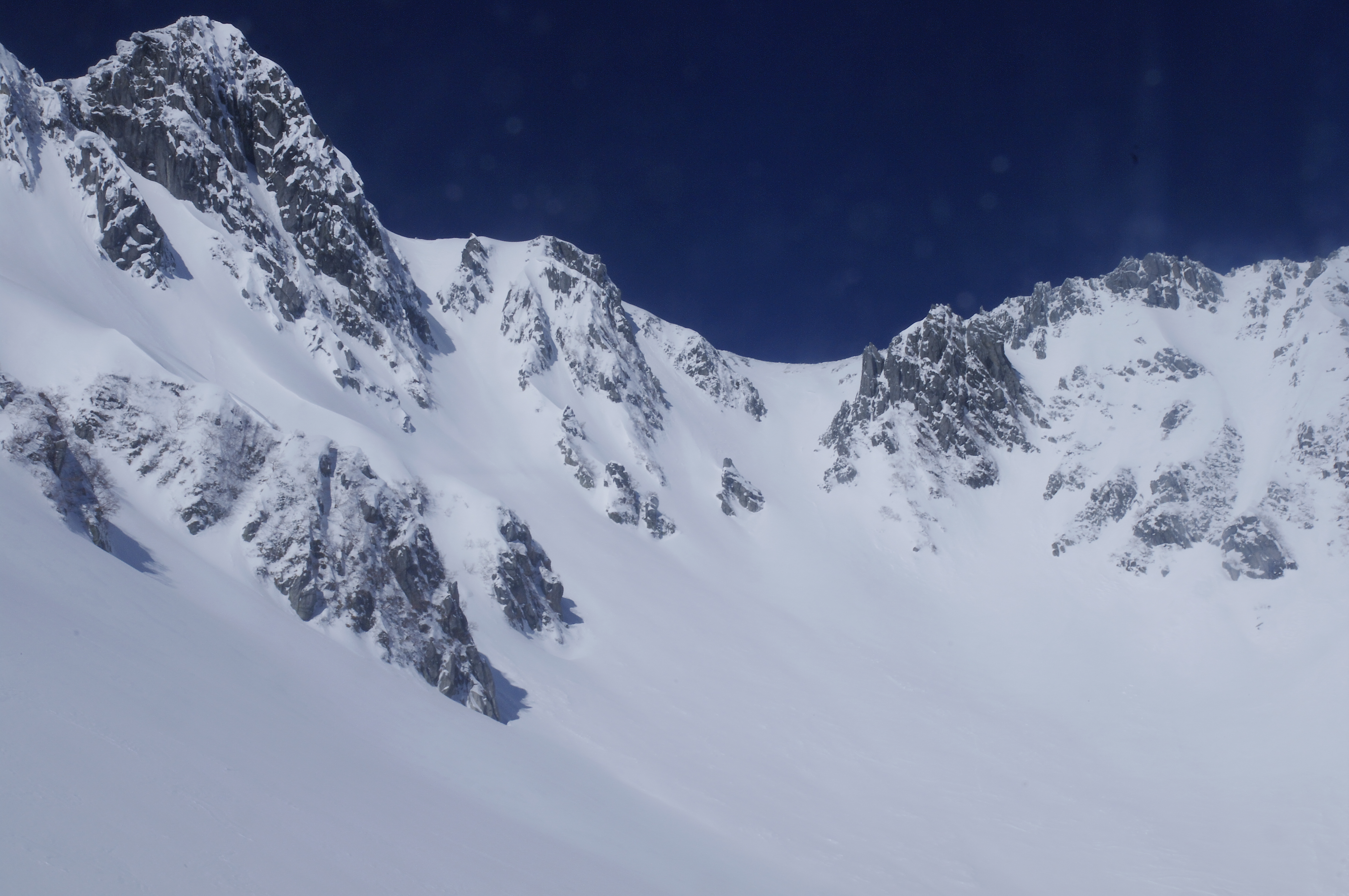
Zelfde plek met +2EV belichtingscompensatie

Belichtingscompensatie is in de fotografie het aanpassen van belichtingsinstellingen een combinatie van filmgevoeligheid, belichtingstijd en diafragmagetal. Een, al dan niet in het fototoestel ingebouwde, belichtingsmeter geeft vaak de belichtingsinstellingen aan. Soms is het echter wenselijk om af te wijken van de aangegeven waarden. Dit kan gebeuren vanwege een ongebruikelijke belichting van het onderwerp, ongewenste standaardinstellingen van de gebruikte camera, beoogde overbelichting of onderbelichting, of voor beoogde verdere bewerkingen zoals HDR fotografie.

## Gebruik
Belichtingscompensatie kan handmatig worden bijgesteld indien een gemeten (te fotograferen) situatie heel erg wit; of heel erg zwart is.
- Een standaard belichtingsmeter zal een heel erg witte situatie onderbelichten: de meter brengt de situatie terug tot 18% grijswaarde. De heel heldere sneeuw werpt zoveel licht op de meter dat deze een diafragma/sluitertijd aangeeft waarmee de witte sneeuw 18% grijs wordt. De situatie is echter heel erg licht, enige overbelichting van de witte sneeuw is daarom technisch niet onjuist. De fotograaf kan nu ingrijpen door een positieve EV aan te geven om de situatie technisch correct te belichten: de foto wordt in feite iets overbelicht. De mate van belichtingscorrectie is dikwijls een ervaringskwestie. Als vuistregel kunnen sneeuwpartijen en bijvoorbeeld foto's op het water of het strand bij volle zon, gemakkelijk +2EV worden ingesteld.
- Een standaard belichtingsmeter zal een heel erg zwarte situatie overbelichten: de meter brengt de situatie terug tot 18% grijswaarde. De fotograaf kan nu ingrijpen door een negatieve EV aan te geven om de situatie technisch correct te belichten.

Situaties waarin belichtingscompensatie wenselijk kan zijn:
- Sneeuwlandschap, of overheersende lichte tinten;
- Avondfotografie;
- Bereiken van speciale effecten zoals bij de fotografie van silhouetten;
- Fel tegenlicht;
- Voorgrond is belangrijker dan de achtergrond.

## Technisch
Bij compactcamera's wordt belichtingscompensatie vaak in een menu geregeld. Soms wordt de term belichtingscompensatie gebruikt, maar vaak ook de afkorting "EV".
Bij spiegelreflexcamera's en veel hybride camera's kan dit geregeld worden door aan een wiel te draaien.
Op het scherm ziet dit er meestal uit als:
- |..|..|..|..|, of
- -2..-1..0..1..2 (hierbij staan de getallen staan voor een stop verschil in belichting)

Bij smartphones kan dit vaak aangepast worden door op het scherm naar boven (lichter) of beneden (donkerder) te slepen. 